# آيت عمير (فم اودي)
آيت عمير هي إحدى مشيخات المملكة المغربية، تتبع جغرافيا لإقليم بني ملال وإداريًا لفم اودي. يقدر عدد سكانها بـ 1747 نسمة حسب الإحصاء الرسمي للسكان والسكنى لسنة 2004.